# ميل مي-10
ميل مي-24 (لقب تعريف الناتو: هايند Hind), هي طائرة نقل عسكرية سوفياتية، طورت في عام 1962 من الطائرة ميل مي-6.